# Partido Ecologista ”Os Verdes”
Partido Ecologista Os Verdes (PEV), Ekologiska partiet de Gröna, är ett miljöparti i Portugal, bildat 1982.
Partiet har en vänsterinriktning, och har deltagit i två olika koalitioner med Partido Comunista Português (Portugisiska Kommunistpartiet):
- APU (1978-1987)
- CDU (1987-)

Partiet fick 2 mandat i det senaste parlamentsvalet i Portugal.
Partiet är medlem i EGP (Europeiska gröna partiet).